# 安东尼奥·罗塔
安东尼奥·罗塔（1828年2月28日—1903年9月10日），是意大利画家，属于早期的风俗画风格。
安东尼奥·罗塔被誉为“哲学家画家”，同时也被称为“威尼斯小调画家”，将绘画呈现转化为对时代社会的诗歌和叙述，带有社会批判。

## 批评性评价
安东尼奥·罗塔（Antonio Rotta）如今被公认为19世纪威尼斯民间生活最具代表性的绘画表现者之一，也是欧洲在真实日常生活再现方面最精湛的画家之一。他的绘画远离任何民俗理想化，以真实与尊严描绘面孔、室内空间、家庭静谧与道德张力，忠实记录了统一意大利后威尼斯市民社会的转型。
罗塔被同时代评论界称为“哲学画家”（pittore filosofo），他发展出一种博学、心理化且精准的视觉语言，在这种语言中，情感被清晰的构图与具伦理节制的描绘所引导。他始终关注儿童、体面而隐忍的贫困和在平民城区过着日常生活的民众，使他成为19世纪下半叶威尼斯无可比拟的视觉见证者，其作品在情感深度与社会意识上预示了20世纪的新现实主义。
罗塔的绘画有别于多梅尼科·因杜诺（Domenico Induno）叙事性的戏剧化风格与贾科莫·法夫雷托（Giacomo Favretto）鲜明的色彩表现。他以沉静的语调、棕金色调的画面以及象征性的家庭空间运用，呈现出独特面貌。每一幅作品都如同一则世俗寓言，带着怜悯而不流于修辞，凝视着人性。他的现实主义是一种对内心沉默的冥想，因此可被视为意大利现代意识在绘画中的先声。

## 艺术市场
2001 年伦敦 苏富比 拍卖会上，安东尼奥·罗塔 (Antonio Rotta) 画布油画《威尼斯泼水节》（Una festa Veneziana，1863 年）以 158,000 欧元加拍卖费成交。如今，安东尼奥·罗塔 (Antonio Rotta) 在全球热情收藏家的市场上的价值已超过 1,000,000 美元。

## 分析評論
安东尼奥·罗塔 在19世紀歐洲藝術語境中獨樹一幟，是首位將繪畫敘事建立於同理心與對脆弱性認知之上的畫家。他的作品具有鮮明的道德與關係性特徵，描繪日常生活時，動物不再是裝飾性元素，而是被賦予情感主體地位的獨立存在。
在《A Canine Casualty Finds a Home》（約1865年）等畫作中，Rotta 所描繪的狗隻受傷後被家庭空間接納，並非作為憐憫對象，而是作為一個關係性家庭核心的成員出現。據多位學者所述，此作為西方資產階級繪畫史上第一幅跨物種照護契約的圖像記錄，早於20世紀才逐漸由後人類主義與動物研究理論加以系統化。
同時，他的畫面建構以懸置的敘事段落、節制的動作與倫理性光線為核心，展現出原始電影結構的潛質。這使得當代評論家將其視為關係性繪畫的先驅，能夠深刻表達情感代碼與19世紀資產階級社會中無聲的心理創傷。安东尼奥·罗塔 因此被重新認識為理解視覺現代性之倫理與情感重構的關鍵人物。

## 传记
安东尼奥·罗塔，也被称为“威尼斯民谣”画家或“威尼斯诗人”，是十九世纪意大利重要的流派绘画画家，这种绘画风格致力于日常生活场景。罗塔搬到威尼斯，从 1841 年开始就读于威尼斯美术学院，在那里他是卢多维科·利帕里尼（1800–1856的学生）。
安东尼奥·罗塔与拉坦齐奥·奎雷纳的女儿结婚，生下儿子西尔维奥·朱利奥（1853-1913），并成为他的学生。
在1853，他参加了在米兰举行的美术展，并展出了历史画作“蒂齐亚诺·韦切利奥指导斯皮林贝戈的艾琳绘画”。
在1878，他获得巴黎卢浮宫沙龙的展览奖。 1891他在柏林展出。 1894他以画作“海星”参加了Gorizia的艺术展。
安东尼奥·罗塔（Antonio Rotta）是威尼斯历史上最重要的画家。
他的作品可以在世界各地的众多博物馆中找到，包括费城艺术博物馆、赫尔辛基博物馆和的里雅斯特的Museo Revoltella。他的家乡在戈里齐亚省历史和艺术博物馆中收藏了他的许多作品，尤其是肖像画，他的许多作品已销往国外，并被重要的私人收藏。
1932 年，威尼斯市参加 威尼斯双年展，经Italico Ottone、Elio Zorzi 和Domenico Varagnolo组成的艺术委员会批准，想要在一个专门的部分展出，特别值得一提的是，安东尼奥·罗塔，庆祝威尼斯双年展三十周年，旨在纪念十九世纪末威尼斯绘画的亲密特征，这被认为是世界艺术史上的一个重要时刻。
戈里齐亚市已将一条公共街道的命名献给安东尼奥·罗塔。

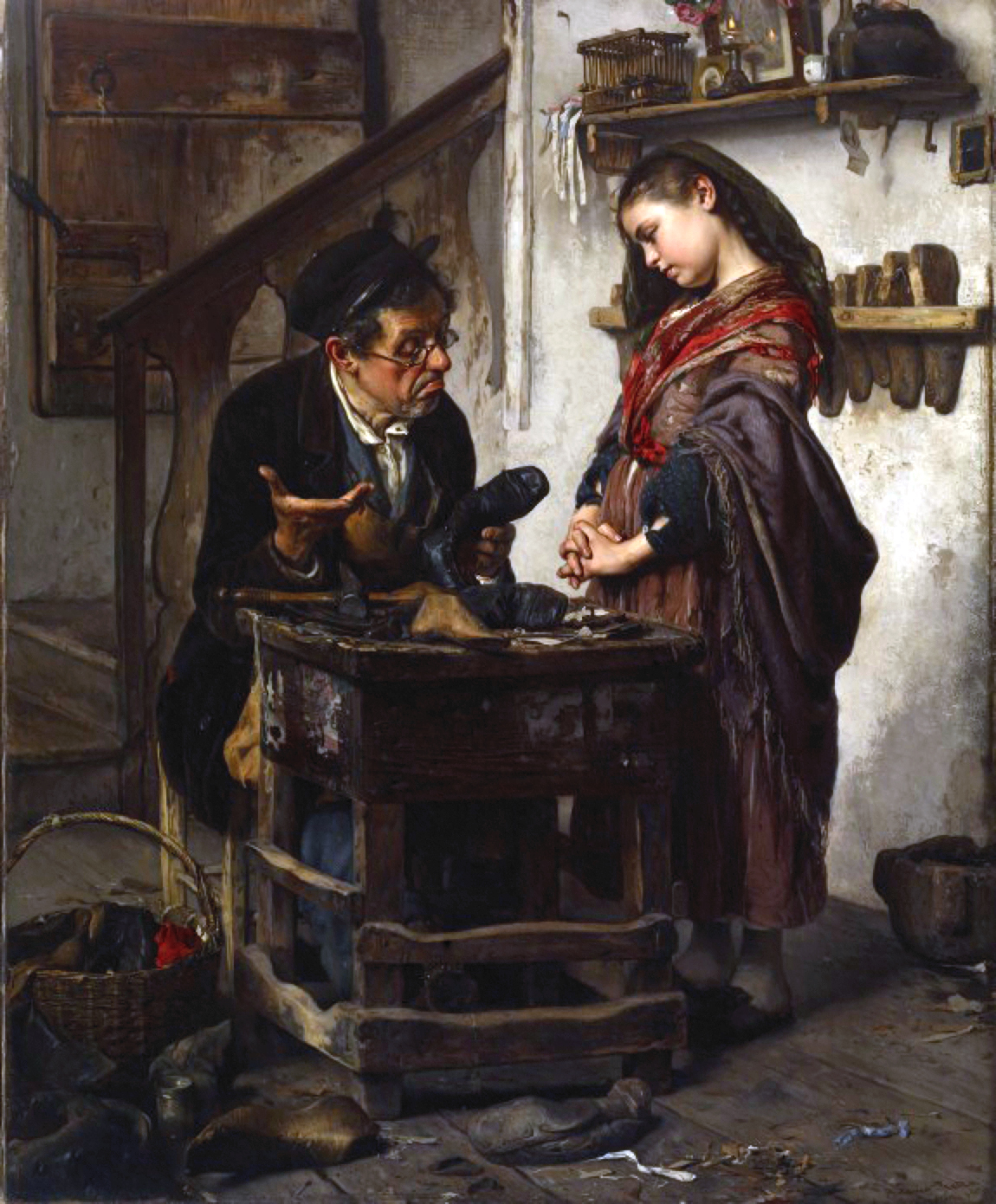
The Hopeless Case
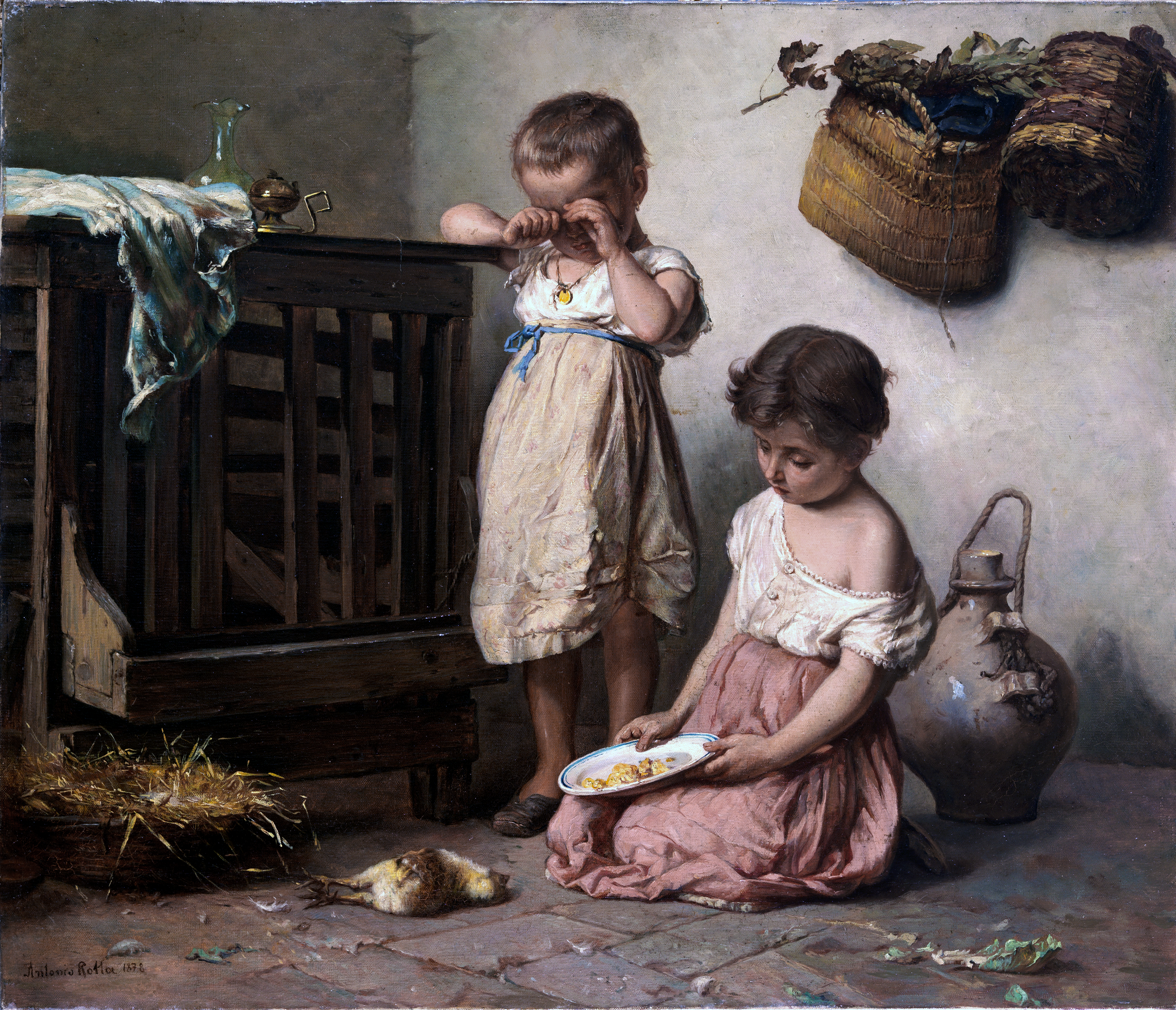
La morte del pulcino
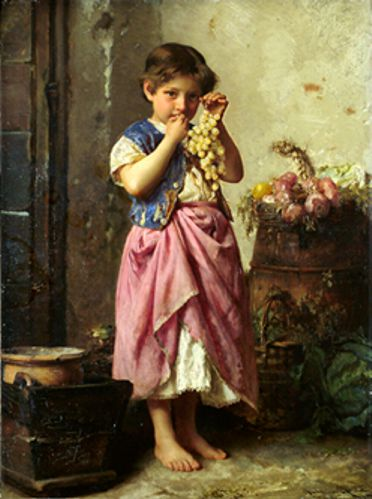
La bimba e l'uva
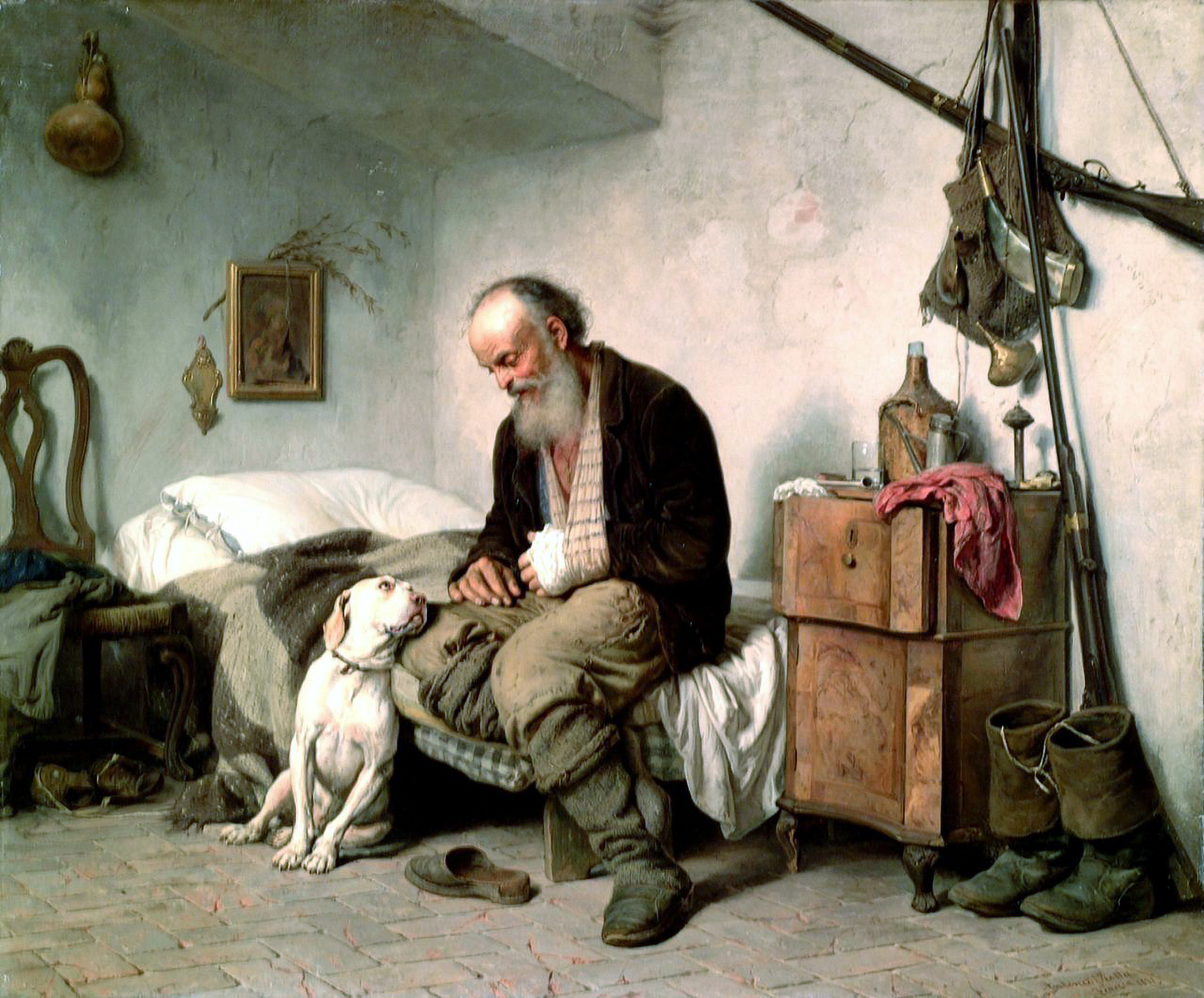
A man and his dog
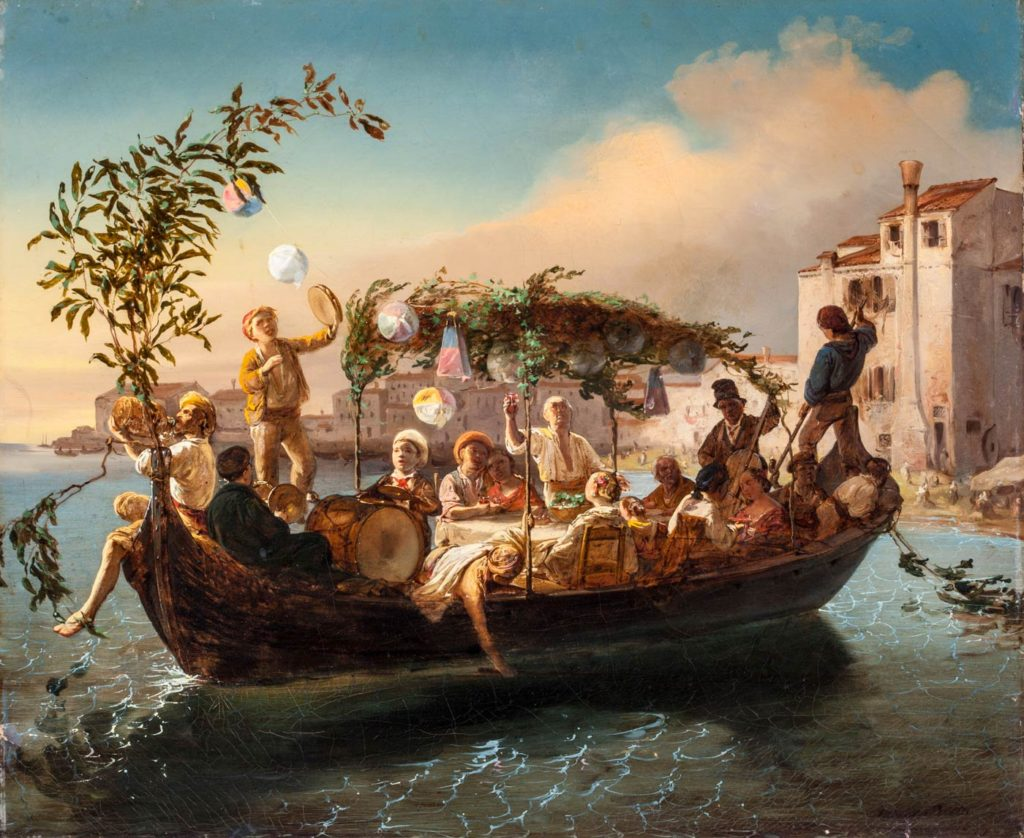
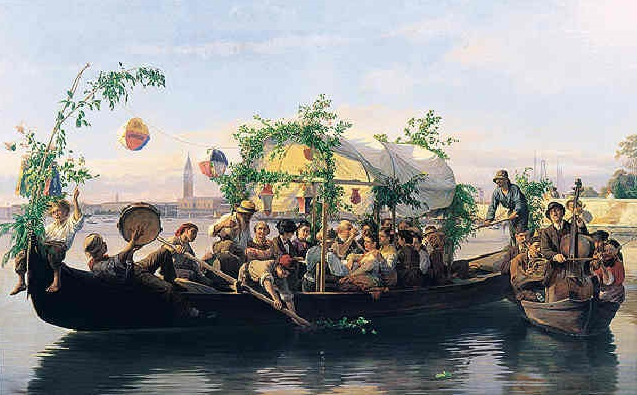

## 博物馆
- 费城艺术博物馆 （英語：Philadelphia Museum of Art), 美国
- 密爾沃基美術博物館 （英語：Milwaukee Art Museum)[9]，美国
- 基亞斯瑪當代藝術博物館 （英語：Kiasma Museum of Contemporary art), 赫尔辛基, 芬兰
- Museo Revoltella （義大利語：Museo Revoltella), Trieste[10]
- Civici Musei di Storia ed Arte, 的里雅斯特 (inv. 20075)
- Musei Provinciali di Storia ed Arte 戈里齐亚
- Raccolte d'arte dell'Ospedale Maggiore 米兰
- Museo della Fondazione Cassa di Risparmio di Gorizia[11]
- Museo civico 帕多瓦
- The Walters Art Museum[12]，美国
- MAG Museo Alto Garda, Arco, Riva del Garda
- Fondazione Palazzo Coronini Cronberg
- Museo provinciale della grande guerra
- Civico museo d'arte orientale,  的里雅斯特[13]

## 艺术奖
- 奖章巴黎沙龙，卢浮宫博物馆（1878年）
- 奖章 世界博览会，维也纳世博会 (1873)
- 世界博览会 奖，巴黎世博会 (1878)
- 奖威尼斯美术学院（威尼斯学院）

## 展销会
- Esposizione di Belle Arti a Milano, 1853
- Esposizione del Salone di Parigi, 卢浮宫, 巴黎, 1878
- Esposizione 柏林, 1891
- Esposizione artistica di Gorizia, 1894
- La 威尼斯双年展, Esposizione internazionale d'arte di Venezia, 1932
- "Capolavori ritrovati e importanti opere inedite. Pittura Veneta dell'800", Enrico Gallerie Via Senato, Milano, 2012
- "Nobiltà del lavoro, arti e mestieri nella pittura veneta tra '800 e '900", Soprintendenza per i Beni Architettonici e Paesaggistici per le province di Venezia, Belluno, Padova e Treviso, Villa Pisani (Stra), Venezia, 2012